# Деміц
Деміц (нім. Dömitz) — місто в Німеччині, розташоване в землі Мекленбург-Передня Померанія. Входить до складу району Людвігслуст-Пархім. Складова частина об'єднання громад Деміц-Малліс.
Площа — 60,38 км2. Населення становить 2990 ос. (станом на 31 грудня 2020).

## Галерея

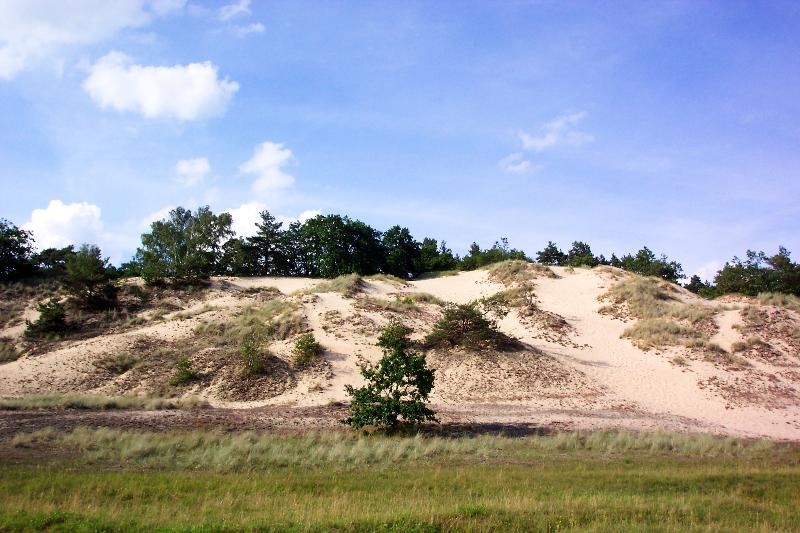
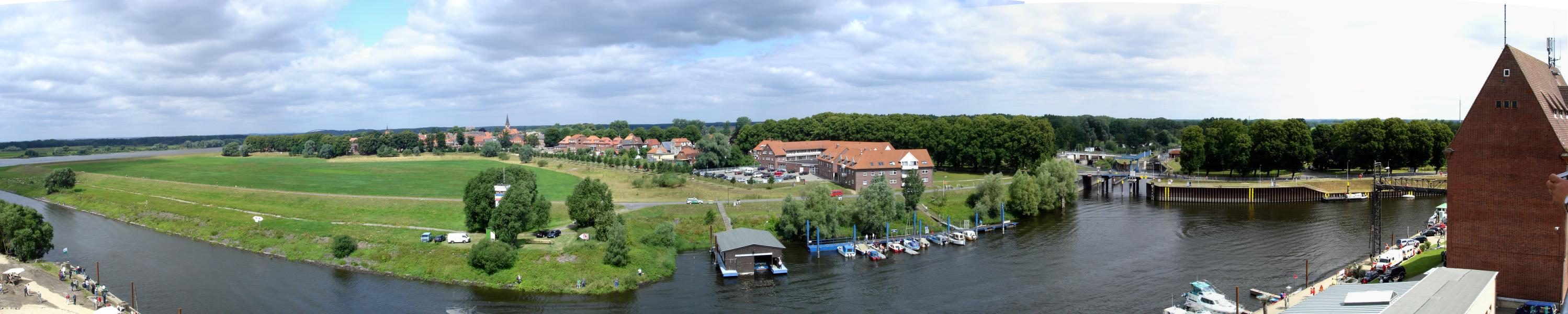
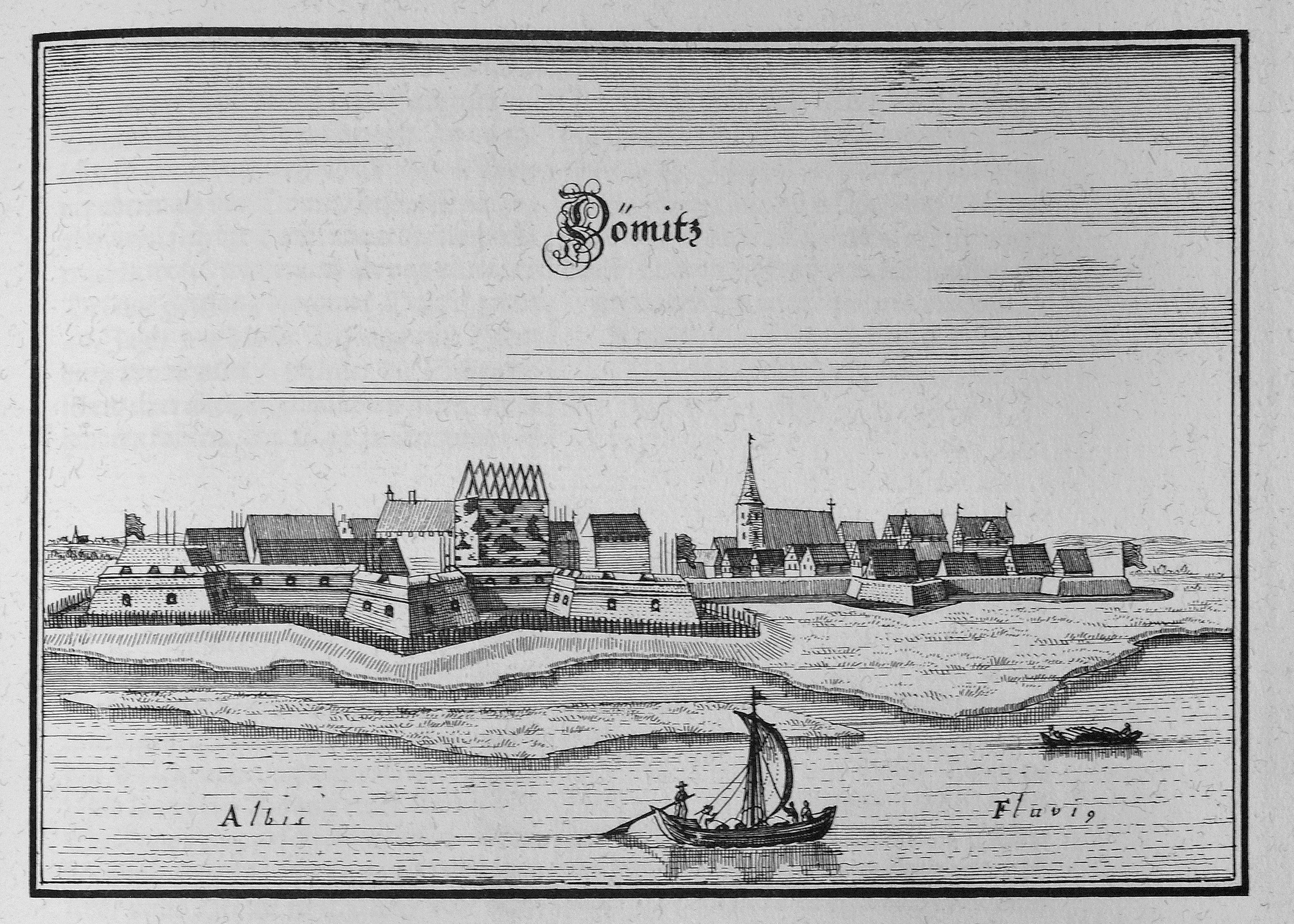
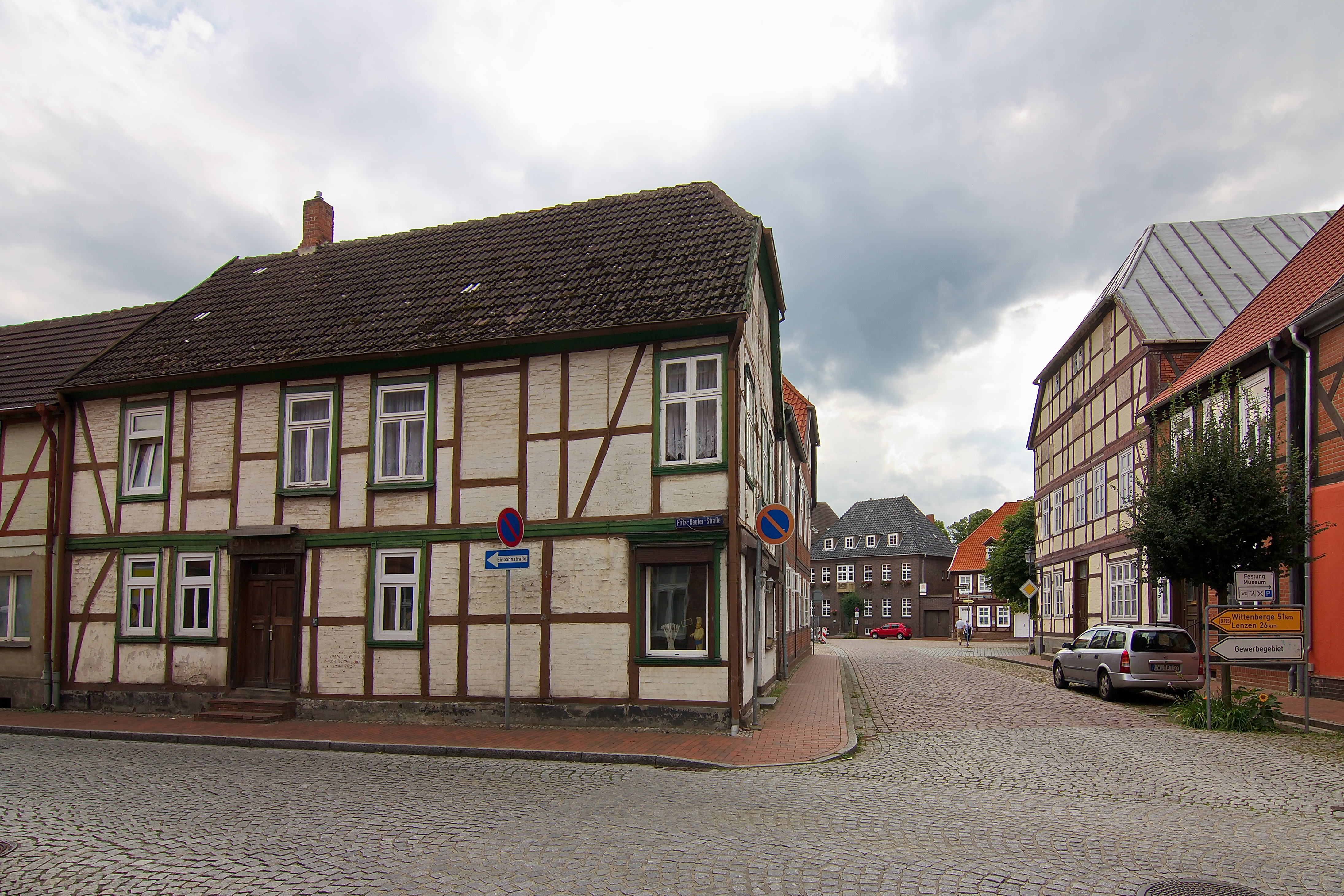
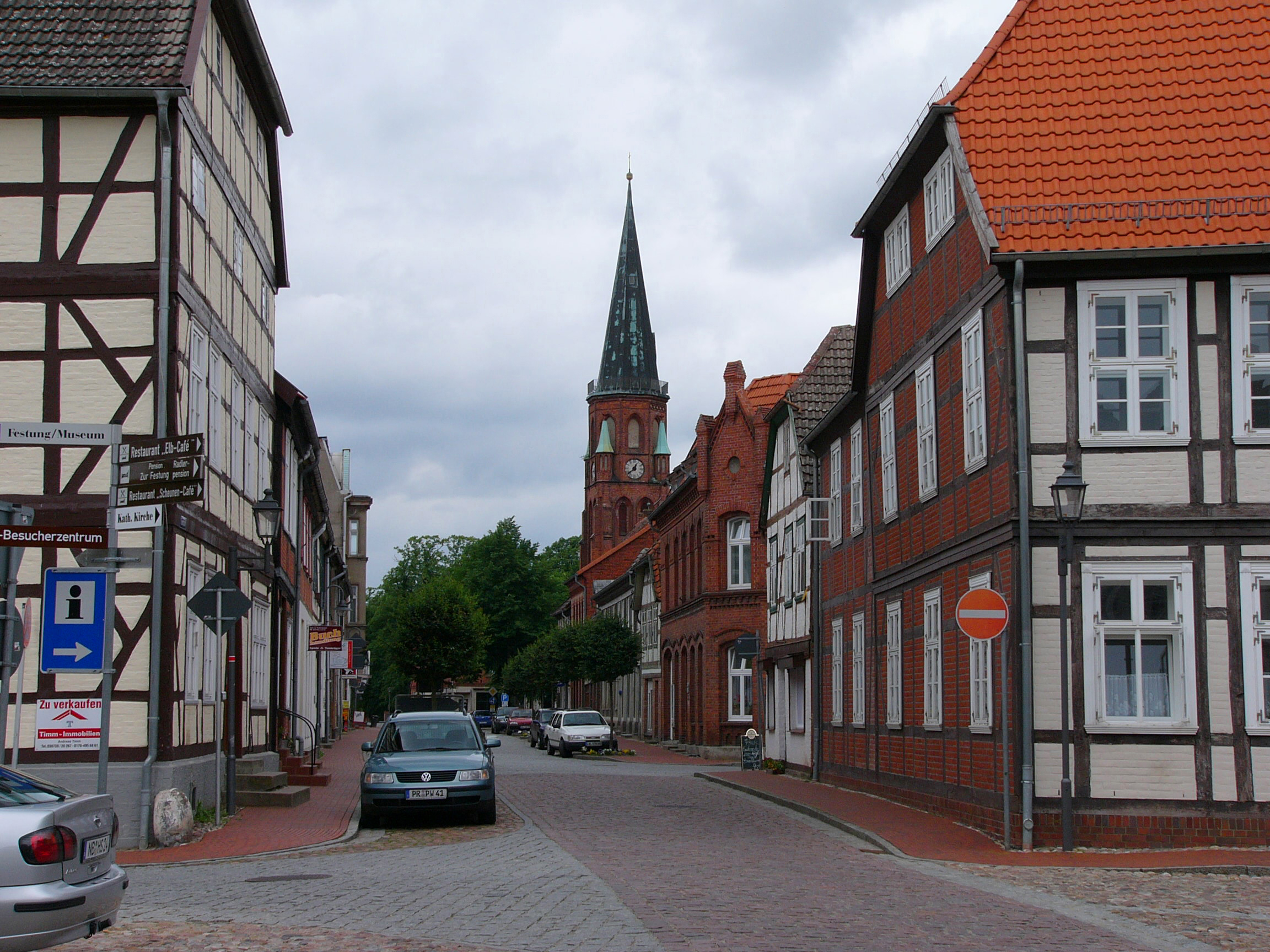
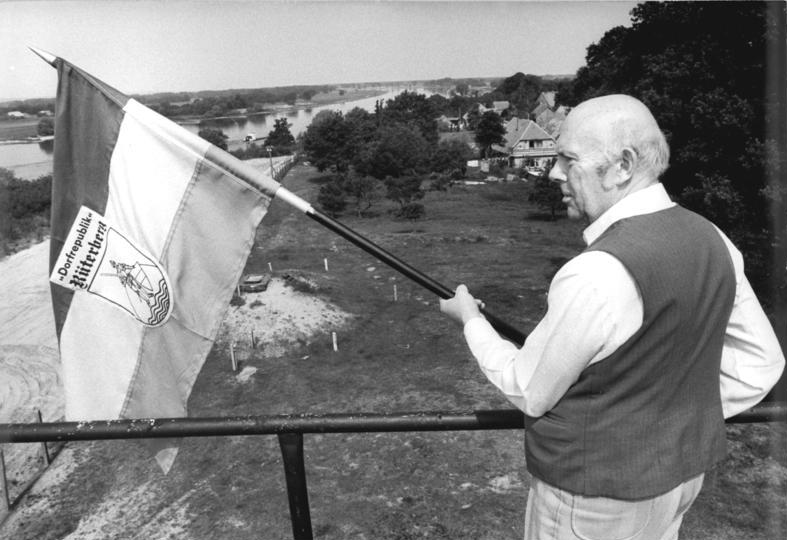